# Wilczyska (województwo lubelskie)

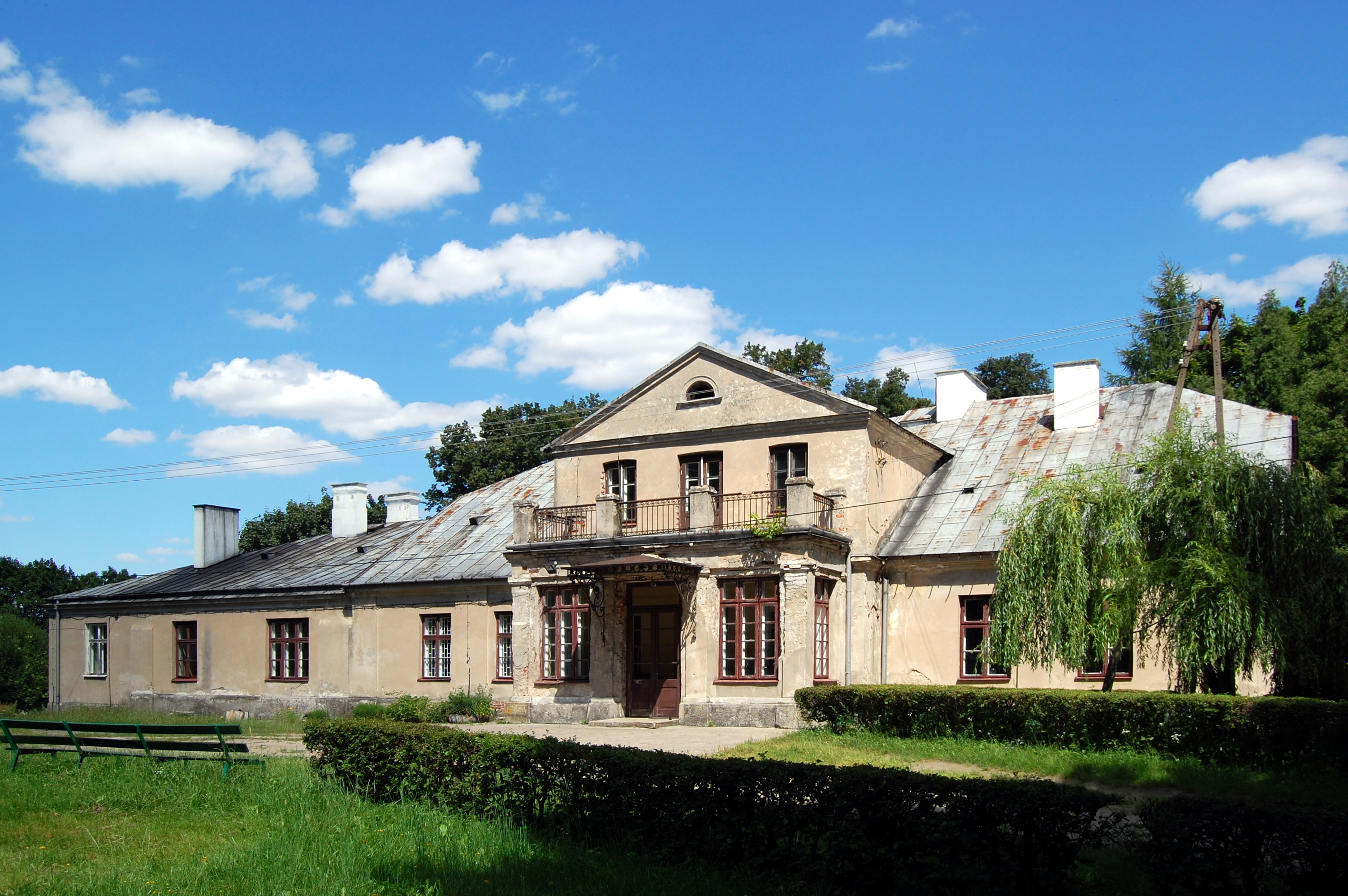
Dworek przed remontem

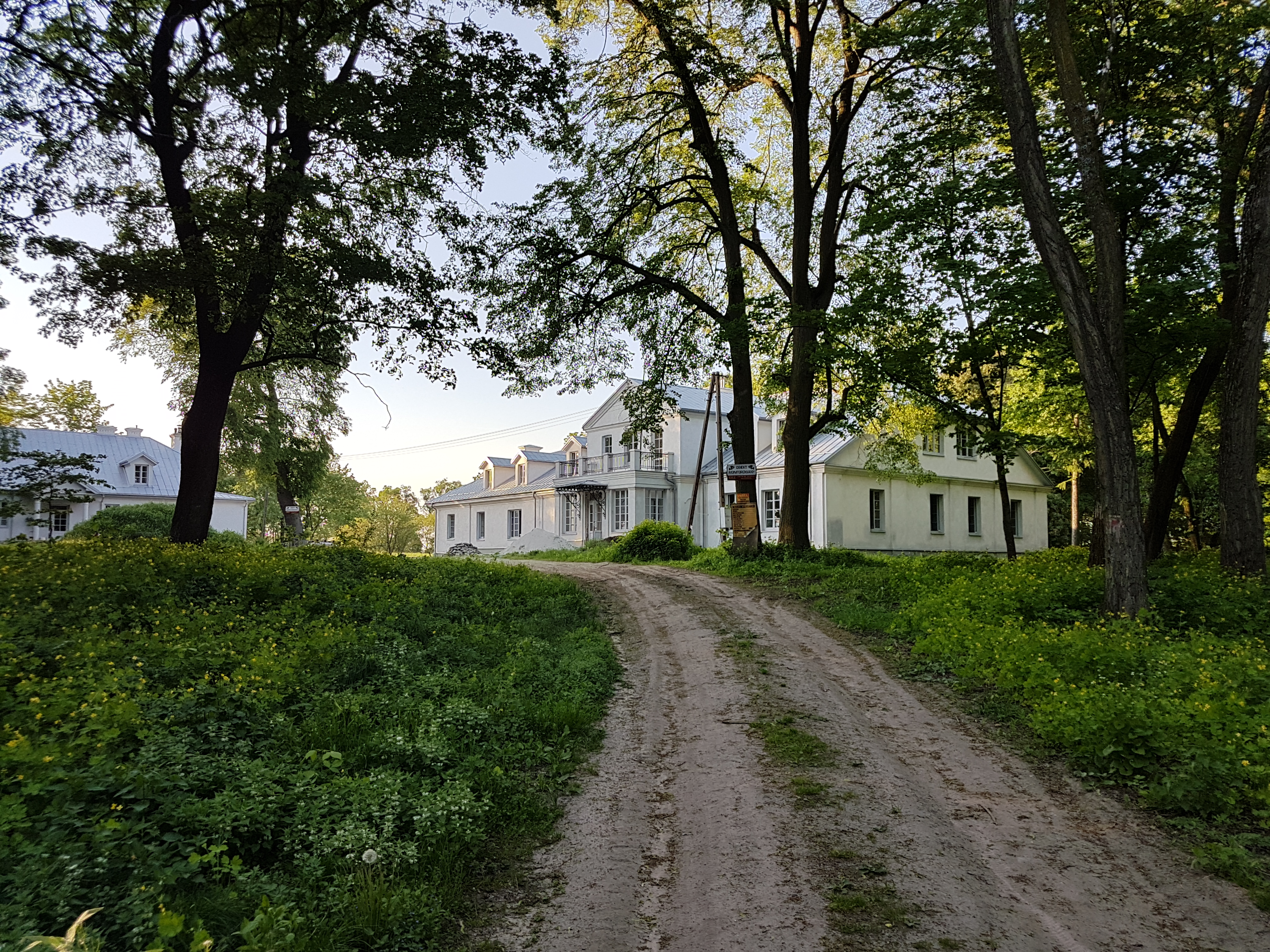
Dworek w 2018

Wilczyska – wieś w Polsce, położona w województwie lubelskim, w powiecie łukowskim, w gminie Wola Mysłowska. Leży na Wysoczyźnie Żelechowskiej,  nad rzeką Wilgą.
W latach 1975–1998 wieś należała administracyjnie do województwa siedleckiego.
Wieś stanowi sołectwo w gminie Wola Mysłowska. Według Narodowego Spisu Powszechnego z roku 2011 wieś liczyła 354 mieszkańców.

## Wieś
Wieś leży nad rzeką Wilgą. Mieszkańcy wyróżniają dwie części wsi:
- Stare Wilczyska – część po wschodnim brzegu rzeki.
- Nowe Wilczyska – część po zachodniej stronie rzeki, powstałą na terenie dawnego folwarku.

W Wilczyskach znajduje się murowany dwór, który jeszcze do niedawna był siedzibą szkoły, obecnie dwór i teren wokół niego są własnością prywatną. W pobliżu dworu znajdują się pozostałości zamku. Wilczyska są siedzibą parafii Niepokalanego Serca Najświętszej Maryi Panny. Znajduje się tu kościół i cmentarz parafialny. Na terenie dawnego PGR znajdowała się w przeszłości „Osada dla Osób Bezdomnych Monar-Markot”.

## Części wsi
| SIMC    | Nazwa   | Rodzaj    |
| ------- | ------- | --------- |
| 0595430 | Bogucin | część wsi |

## Historia
Parafia w Wilczyskach powstała na przełomie XIII i XIV wieku. Należały wówczas Wilczyska do ziemi stężyckiej w Małopolsce. W średniowieczu Wilczyska wchodziły w skład majątku żelechowskiego, którego właścicielami była rodzina Ciołków.
Z roku 1458 pochodzi informacja o dziale dóbr po Andrzeju Ciołku z Żelechowa między jego synów. W wyniku tego podziału Wilczyska wraz z innymi miejscowościami przypadły Andrzejowi, który miał trzech synów — Jana, Andrzeja i Stanisława. W zapisce z 1499 r. figuruje jego brat Stanisław z Wilczysk, co wskazuje, że mogła tu już wtedy istnieć jego siedziba mieszkalna. Następnie w roku 1505 odnotowano, że dziedzicem Wilczysk był już jego brat, Jan Ciołek.
Z 1505 roku pochodzą wzmianki o kościele w Wilczyskach. W roku 1569 dobra w Wilczyskach nadal były własnością Ciołków z Żelechowa, którzy odprowadzali wtedy opłatę z 22 łanów i należały do dużych wsi, liczących ponad 250 mieszkańców. W rejestrze z 1576 roku odnotowano, że w Wilczyskach funkcjonowały cztery karczmy mające prawo warzenia piwa i dwa młyny wodne korzystające łącznie z pięciu kół.
Między rokiem 1576 a 1595 majątek Wilczyska znalazł się w rękach starego wielkopolskiego rodu Gostomskich herbu Nałęcz. W 1595 roku dawny kościół katolicki był zborem ewangelików reformowanych, gdyż patron kościoła Stanisław Gostomski także był ewangelikiem, a ministrował w niej kalwinista Piotr Milicius. Po Stanisławie Gostomskim zmarłym w 1598 roku dobra przejął jego brat Hieronim Gostomski, który nieco wcześniej przeszedł na katolicyzm. Po nim majątek w 1609 roku otrzymał jego syn wojewoda inowrocławski Jan Gostomski z Leżenic. Na zamku Wilczyskach Jan Gostomski w okresie od 9 do 11 kwietnia 1617 r. podejmował parę królewską - Zygmunta III Wazę i Konstancję Habsburżankę, odprowadzających królewicza Władysława na wyprawę moskiewską, na którą Gostomski wystawił oddział 100 żołnierzy piechoty. Po śmierci Jana w 1623 roku odziedziczył dobra jego niepełnoletni syn Hieronim Franciszek Gostomski, który zmarł bezpotomnie, pozostawiając żonę Mariannę z Gembickich (zm. 1670). Marianna w roku 1647 poślubiła kasztelana czernichowskiego Jana Odrzywolskiego, a w 1653 r. wojewodę podlaskiego Zbigniewa Ossolińskiego. Zamek znajdujący się w Wilczyskach został przypuszczalnie w 1655 lub 1657 roku zniszczony podczas potopu szwedzkiego. Ucierpiała również cała okolica, spalona i ograbiona przez najeźdźcę, wojna przyniosła także zarazę.
W 1759 roku wybudowano nowy, drewniany kościół pw. św. Feliksa i Adaukta staraniem ks. Józefa Umińskiego. Do 1792 roku Wilczyska należały do generała Jerzego Lubomirskiego, a do 1825 roku do rodziny Wyssogota-Zakrzewskich, a następnie do rodziny Korzybskich. Kościół został przebudowany w 1881 roku, podczas gdy proboszczem był ks. Julian Sawicki. Kościół spłonął w 1954 r. Ówczesny proboszcz Bronisław Gromek zorganizował budowę nowej, murowanej świątyni. Pochowany jest w pobliżu kościoła.
W czasach królewskich, a także podczas rozbiorów we wsi działał młyn wodny. Po II wojnie światowej przebudowany na motorowy.

## Zabytki
- Zamczysko - zachowały się potężne do 10 m głębokie i 20 m szerokie fosy, o bokach brukowanych kamieniem i porośniętych darniną, które podwójnym pierścieniem otaczają (obecnie uprawiany) plac, gdzie wznosił się murowany zamek. Fosy oddzielone są od siebie wałem ziemnym szerokości ok. 30 m. Po zewnętrznej stronie tego wału biegł gruby mur, zbudowany z głazów narzutowych i cegieł. Resztki tego muru zachowały się najlepiej od strony południowej i zachodniej. Na południowo-zachodnim narożu zachowały się również resztki baszty i lochów. Całość tworzy prostokąt długości ok. 200 m. z zachodu na wschód i ok. 160 m. szeroki z północy na południe. W końcu XIX w. podczas oczyszczania fos znajdowano w nich działa i inne części uzbrojenia (jedno z dział znajdowało się w latach 80. XX wieku w Spółdzielni Produkcyjnej Wilczyska).

- Dwór w Wilczyskach